# Michał Gazda (aktor)
Michał Gazda (ur. 7 listopada 1927 w Czerniowcach, zm. 6 listopada 1969 w Warszawie) – polski aktor teatralny, filmowy i radiowy. Mąż aktorki Barbary Krafftówny.

## Życiorys
Gimnazjum ukończył w Czerniowcach. Po maturze rozpoczął naukę w rumuńskiej szkole dramatycznej. W 1944, po wkroczeniu Armii Czerwonej do Rumunii, wstąpił do Wojska Polskiego i wraz z armią przybył w 1945 do Polski.
Debiutował 31 grudnia 1948 w Teatrze Śląskim w Katowicach, w roli dworzanina Fryderyka w Jak wam się podoba (1599) Williama Szekspira. Grał wówczas także na scenie teatru w Sosnowcu. W sezonie 1949/50 występował w Teatrze Polskim, Nowym i Komedii Muzycznej w Poznaniu, 1950/51 w tamtejszym Teatrze Młodego Widza. 18 stycznia 1950 zdał eksternistyczny egzamin aktorski.
1 czerwca 1956 ożenił się z Barbarą Krafftówną. Mieli syna Piotra (zmarł w 2009 roku) i wnuka Michała. Od 1951 grał na scenach warszawskich. Występował w Teatrze Nowej Warszawy (1951–1955), Teatrze Młodej Warszawy (od lutego 1955 do końca sezonu), Teatrze Komedia (1956–1958), Teatrze Dramatycznym (1959–1964), Teatrze Narodowym (1964–1968). Od stycznia 1969 zaangażował się ponownie do Teatru Syrena. Występował w kabarecie Pod Egidą.
Zginął 6 listopada 1969 w Warszawie w wypadku samochodowym; jadąc samochodem przez most Gdański doznał zawału serca. Został pochowany na Starych Powązkach w Warszawie (kwatera 114-2-4).

## Wybrana filmografia
- Załoga (1951) – uczeń Państwowej Szkoły Morskiej
- Żołnierz zwycięstwa (1953) – oficer na Okęciu zatykający zapałką dziurkę w walizie
- Przygoda na Mariensztacie (1953) – murarz
- Zaczarowany rower (1955) – kontuzjowany kolarz rumuński
- Irena do domu! (1955) – sąsiad pomagający Irenie w nauce
- Król Maciuś I (1957) – mieszczanin
- Orzeł (1958) – mat Okoń
- Sygnały (1959) – doktor Szewczyk
- Pociąg (1959) – pasażer umawiający się z żoną adwokata
- Dwaj panowie N (1961) – pilot samolotu
- Zezowate szczęście (1960)
- Gangsterzy i filantropi (1962) – kelner
- Rękopis znaleziony w Saragossie (1964) – Aquillar, kawaler maltański
- Nieznany (1964) – żołnierz
- Lekarstwo na miłość (1965) – architekt, kolega Joanny
- Westerplatte (1967) – żołnierz
- Czterej pancerni i pies (1970) – oficer